# Nemophora dumerilella
Nemophora dumerilella — вид метеликів родини довговусих молей (Adelidae).

## Поширення
Вид поширений у значній частині Європи. Присутній у фауні України.

## Опис
Розмах крил 11-13 мм.

## Спосіб життя
Дорослих можна спостерігати у липні. Кормовими рослинами гусені є нечуйвітер та звіробій.